# Бетафіт

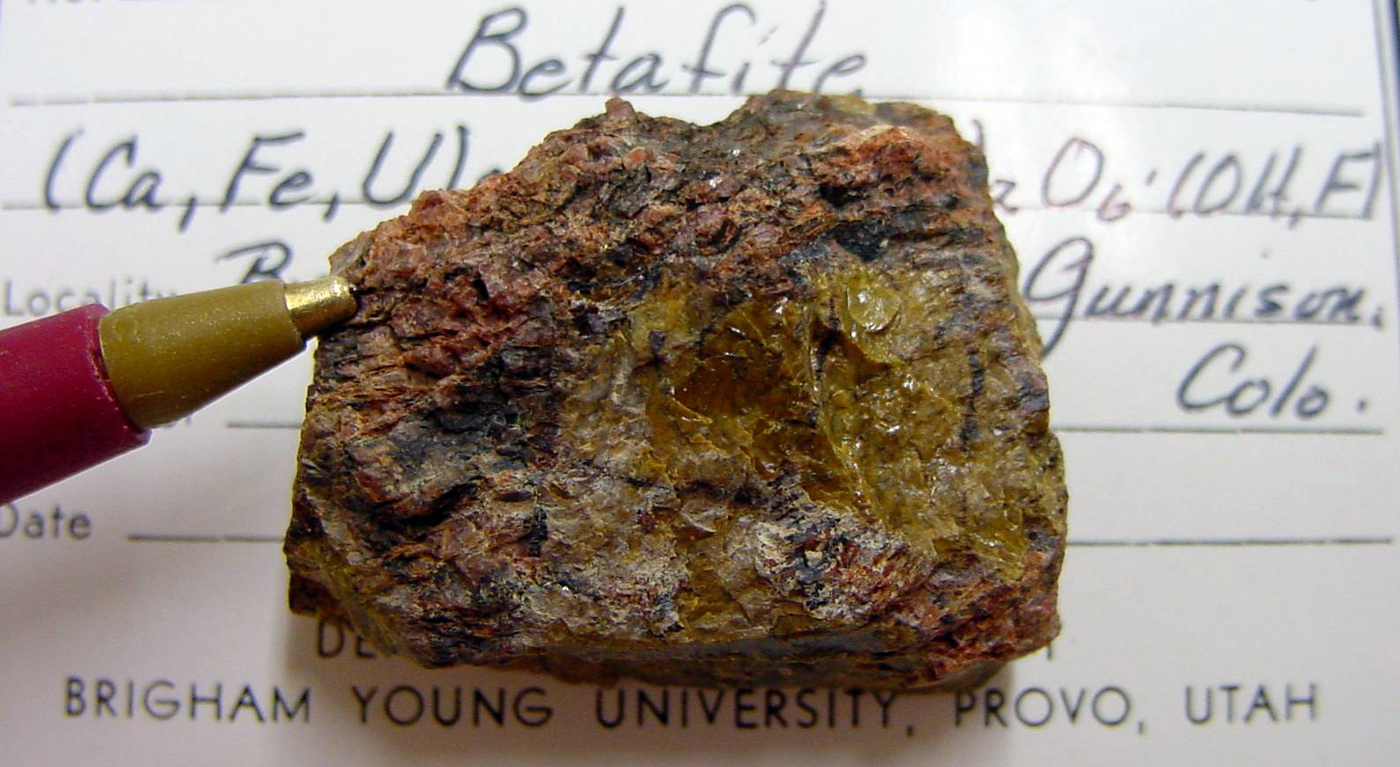
Бетафіт, Колорадо

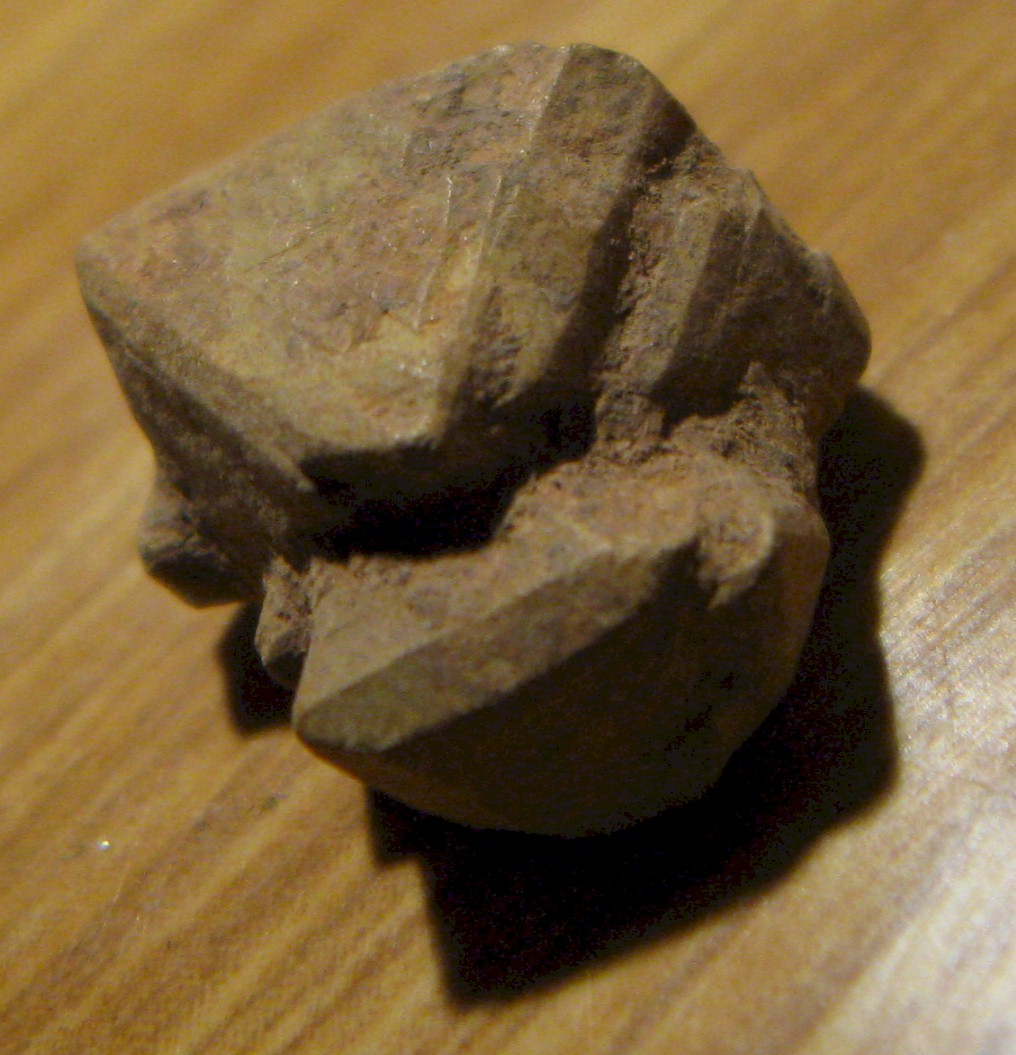
Бетафіт, Мадагаскар

Бетафіт (рос. бетафит; англ. betafite; нім. Betafit m) — мінерал, танталоніобат урану.

## Загальний опис
Хімічна формула: (Са, Na, U)2(Ti, Nb, Ta)2O6(O, OH, F). Сингонія кубічна. Кристали октаедричні, іноді додекаедричні. Спайності немає. Твердість 4-4,5. Густина 3,7-5. Колір зеленувато-коричневий. Блиск восковий до скляного. Метаміктний. Злом раковистий. Крихкий. Знайдений у пегматитах на Мадагаскарі, в Сибіру і в Норвегії. Асоціює з пірохлором.

## Різновиди
Розрізняють:
- бетафіт алюмініїстий (відміна бетафіту з Маньчжурії, що містить 15,68 % Al2O3);
- бетафіт ітріїстий (відміна бетафіту, яка містить до 11 % Y2O3);
- бетафіт рідкісноземельний (те ж саме, що й бетафіт ітріїстий);
- бетафіт свинцевий (відміна бетафіту з відношенням Pb: U=3:8);
- бетафіт танталистий (відміна бетафіту, яка містить до 30 % Ta2O5);
- бетафіт титановий (відміна бетафіту з відношенням Ti: (Nb+Ta): Fe = 9 : 3 : 1);
- бетафіт цирконіїстий (відміна бетафіту з карбонатитів Карелії, яка містить до 10 % ZrO2).